# The Dramatics
The Dramatics, alias The Dynamics, est un groupe de musique américain formé à Détroit, Michigan, en 1964. 
La formation est surtout connue pour ses tubes Whatcha See Is Whatcha Get (1971) et In the Rain (1972), tous deux classés dans le Top 10 des charts américains, mais également pour ses collaborations avec Snoop Dogg sur les titres Doggy Dogg World (1994) et Ballin' (2002).

## Carrière

### Les débuts
Le premier enregistrement du groupe, qui s'appelle alors The Dynamics, date de 1965 et s'intitule Bingo. Il a été produit par Wingate Records, une division du label d'Ed Wingate, Golden World Records. En raison d'une erreur d'impression, Wingate change le nom du groupe, qui devient The Dramatics, pour le deuxième single du groupe, Inky Dinky Wang Dang Doo, paru en 1966. La même année, le label est racheté par Motown et les Dramatics signent un contrat avec un autre label de Détroit, Sport Records, qui leur offre leur premier modeste succès, All Because of You. Profondément marqué par l'Affaire du Motel Algiers, Larry Reed quitte le groupe pour intégrer une chorale d'église de Detroit, qu'il n'a pas quitté depuis.

### Les années 1970
Il leur faut attendre 1971, année où les producteurs Don Davis et Tony Hestor les signent chez Stax Records, un label de Memphis, pour connaître le succès avec le single Whatcha See Is Whatcha Get. Le morceau, extrait de l'album homonyme, se classe 3e au Hot R&B/Hip-Hop Songs et 9e au Billboard Hot 100.
À cette époque, le groupe est composé de Ron Banks, William « Wee Gee » Howard, Elbert Wilkins, Willie Ford, Larry Demps et le claviériste James Mack Brown.
Peu de temps après la sortie de ce premier opus, William « Wee Gee » Howard et Elbert Wilkins quittent la formation, créent leur propre version des Dramatics et enregistrent le single No Rebate on Love, publié chez Mainstream Records.  Ils sont remplacés par Larry « L.J. » Reynolds et Leonard « Lenny » Mayes. À la demande de Don Davis et Stax Records, le groupe original est contraint de changer de nom : il devient Ron Banks and the Dramatics. Les deux formations se produisent pendant les quatre années suivantes jusqu'à ce que le groupe de Banks remporte la bataille judiciaire, lui permettant de récupérer son nom, les Dramatics. Howard et Wilkins sont alors contraints de changer de nom.
Durant les années 1970, les Dramatics accumulent les chansons à succès : In the Rain (numéro un au Hot R&B/Hip-Hop Songs en 1972), Hey You! Get Off My Mountain (5e au Hot R&B/Hip-Hop Songs en 1973), Me and Mrs Jones (1975), Be My Girl (1976) ou encore Shake It Well (4e au Hot R&B/Hip-Hop Songs en 1977).
En 1974, le groupe quitte Stax Records et travaille, l'année suivante, avec la maison de disques de Los Angeles, ABC Records, tout en continuant à enregistrer à Détroit. En 1979, le groupe rejoint le label MCA et produit son dernier grand succès avec Welcome Back Home.

### Les années 1980
En 1982, les Dramatics signent chez Capitol Records et écrivent leur premier album sans Don Davis à la production, remplacé par Ronald Banks. À cette époque, la formation ne compte plus que trois membres : Banks, Willie Ford et Lenny Mayes. L.J. Reynolds a quitté le groupe en 1981 et Larry Demps est devenu enseignant, notamment pour consacrer davantage de temps à sa famille. Ce dernier avait rejoint Banks dès les débuts du groupe en 1964.
Toujours en 1982, le groupe se sépare et Banks décide de tenter une carrière solo.
Au milieu des années 1980, les Dramatics se reforment avec Reynolds, Mayes, Ford, Banks et Howard. En 1986, ils sortent l'album Somewhere in Time (A Dramatic Reunion) chez Fantasy Records.

### Depuis les années 1990
Le groupe, constitué de Reynolds, Albert, Franklin et Kelly, continue de donner des concerts.

## Reconnaissance
Le 17 août 2013, les Dramatics ont été intronisés au R&B Music Hall of Fame à Cleveland.

### Samples
Plusieurs chansons des Dramatics ont été largement samplées par des artistes de hip-hop : In the Rain (Wu-Tang Clan, The Notorious B.I.G., Big L, Jadakiss, Snoop Dogg, KRS-One, Ghostface Killah, Kool Keith, etc.), Get Up and Get Down (Raekwon, Redman, NWA, LL Cool J, Lord Finesse, Coolio, etc.), Whatcha See Is Whatcha Get (Lil' Kim, Big Daddy Kane, Public Enemy, Guru, etc.) ou encore It Ain't Rainin' (On Nobody's House but Mine) (Beanie Sigel, Dilated Peoples, U-God, Yo Gotti, Killah Priest, etc.).

## Formation

### Membres actuels
- Larry « L.J. » Reynolds (de 1973 à 1981, depuis 1986)
- Donald Albert
- Leon Franklin
- Winzell Kelly (depuis 1994)

### Anciens membres
| - Ronald Banks (de 1964 à 2010 – † 2010) - Larry « Squirrel » Demps (de 1964 à 1981) - Willie Ford († 2019) - William « Wee Gee » Howard (de 1968 à 1973, de 1986 à 1989 – † 2000) - Elbert Wilkins (de 1964 à 1973 – † 1992) - Leonard « Lenny » Mayes (de 1973 à 2004 – † 2004) - Michael Brock | - Larry Reed : chanteur (de 1964 à 1968) - Roderick Davis (de 1964 à 1968) - Craig Jones (de 1981 à 1982) - Steven Boyd (de 1989 à 1994) - Harley K. Brown : claviériste - Robert Ellington (1964) - James Mack Brown : claviériste († 2008) |

## Discographie

### Albums studio
- 1971 : Whatcha See Is Whatcha Get
- 1973 : A Dramatic Experience
- 1974 : The Dells Vs. The Dramatics
- 1974 : Dramatically Yours (sous le nom Ron Banks & the Dramatics)
- 1975 : The Dramatic Jackpot (sous le nom Ron Banks & the Dramatics)
- 1975 : Drama V
- 1976 : Joy Ride
- 1977 : Shake It Well
- 1978 : Do What You Wanna Do
- 1979 : Anytime, Anyplace
- 1980 : 10½
- 1980 : The Dramatic Way
- 1982 : New Dimension
- 1986 : Somewhere in Time (A Dramatic Reunion)
- 1989 : Positive State of MindVolt
- 1990 : Stone Cold
- 1994 : Mellow Drama
- 1997 : A Dramatic Christmas: The Very Best Christmas of All
- 1999 : If You Come Back to Me
- 2002 : Look Inside

### Albumslive
- 1988 : Live
- 2002 : Greatest Hits Live

### Compilations
- 1974 : The Best of the Dramatics
- 1998 : Be My Girl: Their Greatest Love Songs
- 1998 : Shake It Well: The Best of the Dramatics 1974-1980
- 1999 : Say the Word: Their Greatest Love Songs, Vol. 2
- 2000 : Ultimate Collection
- 2005 : 20th Century Masters - The Millennium Collection: The Best of the Dramatics
- 2007 : The Very Best of the Dramatics
- 2014 : Greatest Slow Jams